# Wallaceburg
Wallaceburg är en ort i den kanadensiska provinsen Ontarios södra del. Orten grundades 1875 som ett samhälle (village) och tog sitt namn från den skotske nationalhjälten sir William Wallace.1896 blev den småstad (town), och 1998 införlivades den i den större kommunen Chatham-Kent. Wallaceburg breder sig ut över 9,98 kvadratkilometer (km2) stor yta och hade en folkmängd på 10 163 personer vid den nationella folkräkningen 2011.